# Gösta Lilliehöök (general)

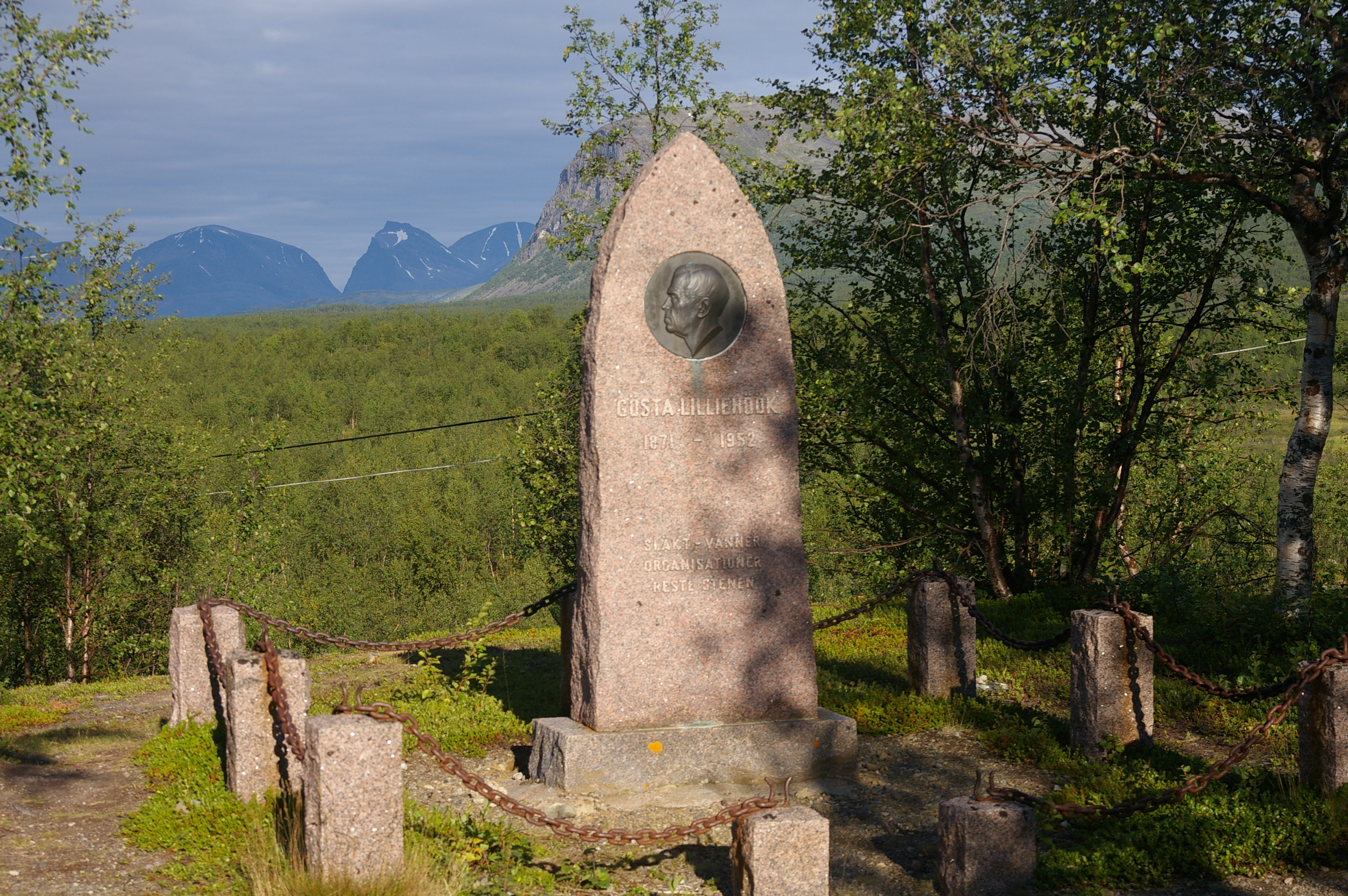
Gravstenen i Nikkaluokta med Kebnekaisemassivet och Tolpagorni i bakgrunden.

Gösta Lilliehöök, född 19 september 1871 Ovansjö, Gävleborgs län, död 22 november 1952, var en svensk militär (generallöjtnant).

## Biografi
Lilliehöök blev underlöjtnant vid Hälsinge regemente 1891, vid Svea livgarde 1892, löjtnant 1896, kapten vid generalstaben 1904, vid Svea livgarde 1905, vid Norrbottens regemente 1909, överstelöjtnant i generalstaben 1915, chef för Krigshögskolan 1915-1917, överste och chef för Jämtlands fältjägarregemente 1918-1927, generalmajor och militärbefälhavare för övre Norrland 1928, chef för Östra arméfördelningen och överkommendant för Stockholms garnison 1930-1936, generallöjtnant i armén 1934.
Lilliehöök utförde en banbrytande verksamhet på den militära skidlöpningens område. Redan som ung officer fick han intresset väckt och under hela sin militära bana räknades han som den främsta svenska auktoriteten i fråga om vinterfälttjänst och vann stor respekt bland idrottens utövare av alla slag, även om vinteridrotten alltid låg honom närmast hjärtat. Vidare var han en av pionjärerna för arméns utbildning och utrustning under vinterförhållanden och bibragte därigenom Jämtlands fältjägarregemente stor färdighet vid uppträdande vintertid och i minst i fjällterräng. Under senare åren av sitt liv tog han mycket verksam del i det allmänna idrottsarbetet inom Riksidrottsförbundet. Han blev 1931 Kungl. Maj:ts ombud i Riksidrottsförbundets överstyrelse och förvaltningsutskott samt ordförande i utskottets ekonominämnd.
Lilliehöök var även en förkämpe för den frivilliga skytterörelsen och åtog sig 1934 ordförandeposten i skytteförbundens överstyrelse. Lilliehöök var under sin första stockholmstid medlem av Svea livgardes IK och Generalstabens IF. Han tog idrottsmärket i guld 1906. I Boden var Lilliehöök medlem av Norrbottens regementes IF och i Östersund av Jämtlands Fältjägareregementets IF. Under sin tid i Norrland blev han starkt intresserad av skidlöpning, tog skidlöparmärke i guld 1920 samt blev ordförande i Jämtlands skidlöpareförbund 1918, vilket han skötte i tio år till sin avflyttning från Östersund.
Lilliehöök hade också uppdrag i fjällpartssammanslutningar som De Lappländska Fjällkarlarnas klubb, i vilken han var vice ordförande 1923-1929 och ordförande från 1929 och Svenska Draghundklubben, där han skötte ordförandeposten från 1934. I Svenska Fjällklubben blev han ordförande 1938. Lilliehöök genomförde som fjällsportsman många färder sommar som vinter i in- och utländska bergstrakter. I Lappland utförde han den första bestigningen av Selmatjåkko 1925 och besteg spikakammen i Sarek 1928 samt Ruoska 1931. Vid sidan av denna mängd av fordrande uppdrag var Lilliehöök också under några år ordförande i Stockholms gymnastikförening. Lilliehöök erhöll bland annat Riksidrottsförbundets förtjänstetecken, Sveriges Militära Idrottsförbunds guldmedalj och guldsköld samt Skidfrämjandets guld- och järnmedaljer.
Lilliehöök var Kungl. Maj:ts representant i AB Tipstjänst från början av bolagets verksamhet 1934, samt dessutom ordförande, vice ordförande i eller ledamot av åtskilliga styrelser, nämnder och arbetsutskott.
Lilliehöök var son till major Gösta Lilliehöök och Gunilla Wærn samt bror till Bertil och Lennart Lilliehöök. Han gifte sig första gången 24 september 1901 i Gävle med Gerda Hansson (1872–1927), som var dotter till grosshandlaren Lars Peter Hansson och Sofia Josefina Lagercrantz samt tidigare gift bruksdisponenten Per Eriksson, och andra gången 1929 med Irma Pagel (1894–1972), som var dotter till grosshandlaren Axel Julius Pettersson Pagel och Alida Maria Edberg samt tidigare gift med häradshövding Carl Soldan Ridderstad. Bland flera barn märks sonen Axel Lilliehöök i andra giftet. Gösta Lilliehöök ligger begravd i Nikkaluokta.